# استفانو روسو (بازیکن فوتبال، زاده ۱۹۸۹)
استفانو روسو (انگلیسی: Stefano Russo؛ زادهٔ ۶ مارس ۱۹۸۹) بازیکن فوتبال اهل ایتالیا است.
از باشگاه‌هایی که در آن بازی کرده‌است می‌توان به باشگاه فوتبال آسکولی، باشگاه فوتبال پارما، باشگاه فوتبال لچه، باشگاه فوتبال سالرنیتانا، باشگاه فوتبال برشا، و باشگاه فوتبال یووه استابیا اشاره کرد.